# Flagge der Shetlandinseln
Die Flagge der Shetlandinseln wurde 1969 von Roy Grönneberg und Bill Adams entworfen. Sie wurde geschaffen, um des 500. Jahrestages des Übergangs dieser Inselgruppe von Norwegen an Schottland zu gedenken, und hatte zunächst keinen offiziellen Status.
Sie verwendet die gleichen Farben wie die Flagge Schottlands, in der Form des skandinavischen Kreuzes des Nordens. Dies soll die Verbundenheit Shetlands sowohl mit Norwegen wie auch mit Schottland symbolisieren.
Die Flagge wird oft im privaten Rahmen von den Bewohnern Shetlands verwendet, sowohl auf dem Land wie auch auf See. Zu Beginn des Jahres 2005 wurde sie vom Court of the Lord Lyon, der schottischen Heraldikbehörde, anerkannt.
Die Shetland-Flagge ist praktisch identisch mit der ehemaligen inoffiziellen Flagge Islands, der Hvítbláinn, die ab etwa 1890 bis zum Ersten Weltkrieg von isländischen Nationalisten verwendet wurde.